# Palomar 14
 (février 2025).
Palomar 14 est un amas globulaire situé dans la constellation d'Hercule. Il fait partie des amas globulaires de Palomar (en). Palomar 14 a été découvert en 1958 par Sidney van den Bergh et Halton Arp lors de l'inspection des plaques photographiques du Palomar Observatory Sky Survey. Il s'agit d'un amas rond et diffus situé dans le halo externe de la Voie lactée. Il est environ 3 à 4 milliards d’années plus jeune qu’un amas galactique typique.
La métallicité de l'amas est [Fe/H] = −1,50, indiquant une plus faible abondance d'éléments de masse supérieure à l'hélium par rapport au Soleil. La masse combinée des étoiles de la séquence principale de l'amas est de 1 340 ± 50 masses solaires, et la masse combinée des étoiles observées dans le rayon effectif est de 6 020 ± 50 masses solaires. Il s'agit du rayon intérieur de l'amas qui émet la moitié de la luminosité totale. Ces estimations de masse fournissent des limites inférieures pour déterminer la masse totale de l'amas. La vitesse radiale médiane des étoiles au sein de l'amas est de 72,19 ± 0,18 km/s.
En raison de l'emplacement de l'amas sur les franges extérieures de la Voie lactée, il a été utilisé comme cas de test pour la théorie MOND. Il s'agit d'une hypothèse alternative pour expliquer le problème de la rotation galactique.